# Reinier Saxton
Reinier Saxton (Amstelveen, 10 februari 1988) is een Nederlandse golfprofessional.

## Amateur
Toen Saxton 15 jaar was, won hij, als jongste winnaar ooit, het Nationaal Kampioenschap Matchplay Heren. Saxton zat op het Kennemer Lyceum en was lid op Golfclub Houtrak. Hij is de zoon van Jonas Saxton, een Amerikaanse pro die al heel lang in Nederland woont, en van Francine Strumphler, die zowel matchplay (2006, 2007) als strokeplay (2007) kampioene van Houtrak is. Zijn grootvader Marlof Strumphler caddiet regelmatig voor hem.

### Hoogtepunten
Dutch Open
In 2003, 2006 en 2007 speelde hij als amateur in het KLM Open.
Brits Amateur 2008
In juni 2008 won Saxton het Brits amateurkampioenschap op Turnberry. Hij was daarmee de tweede Nederlander die dit belangrijkste Europese amateurkampioenschap won. Eerder, in 1990, won Rolf Muntz deze wedstrijd in Muirfield.
Bij het Brits Amateur wordt in de laatste ronden matchplay gespeeld. Daarvoor worden twee ronden strokeplay gespeeld om je voor die laatste matchplay-dagen te kwalificeren. Behalve Saxton plaatsten ook Jurrian van der Vaart en Floris de Vries zich voor de matchplayronden. De cut was 151, en 64 spelers mochten door.
Op de Ailsa baan van Turnberry versloeg Saxton eerst Zachariah Gould met 4 & 2, vervolgens de Australiër Tom Prowse, Jason Barnes, de Portugees Pedro Figueiredo en Joe Vickery uit Wales. Ten slotte versloeg Saxton de 17-jarige Engelsman Tommy Fleetwood in de laatste ronde met 3 & 2.
Brits Open
Als winnaar van het Brits Amateur mocht Saxton meedoen aan het Brits Open op Royal Birkdale, en in 2009 aan de Masters op Augusta. Op de Brits Open speelde Saxton zijn eerste ronde met Vijay Singh. Hij eindigde op de 149ste plaats maar kreeg als amateur geen prijzengeld.
De Masters
In 2009 won Saxton het Spaans amateurkampioenschap. Daarna ging hij naar de Verenigde Staten. Op 31 maart speelde hij op The Golf Club of Georgia om de Georgia Cup een 18 holes matchplay wedstrijd tegen de winnaar van het Amerikaans amateurkampioenschap. De Masters was een week later. Hij was de derde Nederlandse deelnemer ooit, na Gerard de Wit en Rolf Muntz. Saxton maakte een score van 72-75 en miste de cut met twee slagen.
The Memorial
In juni mocht hij meedoen met The Memorial Tournament in Ohio. De Nederlander die door Jack Nicklaus was gevraagd om hier te spelen, werd de 2de Nederlander die op Amerikaanse bodem de cut haalde, Chris van der Velde ging hem 20 jaar geleden voor. Na de openingsronde stond hij gedeeld 9de met Tiger Woods. Hij maakte in de laatste ronde een teleurstellende score van 78 en eindigde op de 53ste plaats.

### Gewonnen
- 2002: Junior British Open (t/m 14 jaar)
- 2003: NK Matchplay
- 2006: NK Matchplay, Winterswijk Open
- 2007: NK Matchplay, Winterswijk Open met -6, Richard Kind werd tweede, Floris de Vries derde.
- 2008: NK Matchplay, Winterswijk Open, Trompbeker met een score van -7 over vier ronden, Brits Amateur
- 2009: Spaans Amateur

### Teams
- Europees Landen Team Kampioenschap (namens Nederland): 2004 (winnaars, Houtrak), 2005 (winnaars, Italië)
- St Andrews Trophy (namens Europa): 2008

## Professional
In juli 2009 is Saxton professional geworden. Hij speelde dat jaar zes toernooien op de Challenge Tour. 
In Schotland won hij in 2010 zijn eerste prijzengeld met een 21ste plaats op de Scottish Hydro Challenge. 

Aan het einde van de zomer van 2010 stond Saxton op de Challenge Tour ongeveer op de 40ste plaats. Aangezien de kans om in de top 5 te komen minimaal leek, vertrok hij naar de Verenigde Staten om ervaring op te doen op de Hooters Tour en de Tourschool te spelen.

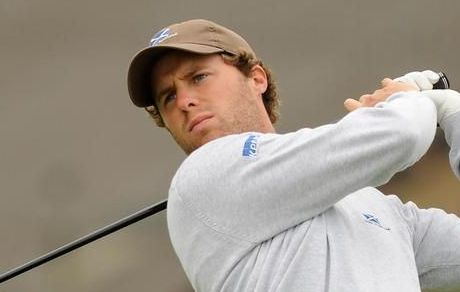
Winnaar EPD Order of Merit 2011

In januari 2011 kwam Saxton terug naar Europa. Hij ging op de EPD Tour spelen, één divisie lager dan de Europese Challenge Tour. Daar had hij direct succes en won de Al Maaden Classic in Marokko. Hij speelde het KLM Open en haalde de cut. Later in het seizoen won hij nog twee toernooien op de EPD Tour, het Auto Hall Open en de Haus Bey Classic. Mede door deze 3 overwinningen eindigde hij begin oktober 2011 op de eerste plaats van de Order of Merit. Dit gaf hem het recht om in 2012 op de Europese Challenge Tour te spelen. 
Toch ging hij naar de Tourschool, wat een goede ervaring is. Hij eindigde in Stage 2 in La Manga op de gedeeld 17de plaats, moest een play-off spelen voor de 20ste plaats en verloor die op de derde extra hole. Via de reserveplaats kon hij toch aan de Finals meedoen, en eindigde na zes ronden op de 24ste plaats.
In 2012 speelde Reinier Saxton op de Europese Tour. Halverwege het jaar heeft hij al drie keer een top-20 plaats bereikt, maar in september moest hij aan zijn voet geopereerd worden. Hij had lang last van de ijzeren pin die er werd ingezet en kon maandenlang niet spelen.

In 2013 verloor hij zijn spelerskaart. Hij ging naar de Tourschool maar haalde Stage 2 niet. In oktober kreeg hij een dochter.

In 2014 begon het seizoen in Turkije en Marokko met 4 top-10 plaatsen, daarna nog twee top-10 plaatsen in Egypte. Terug in Marokko miste hij daarna twee cuts. Aan het einde van het seizoen ging hij weer naar de Tourschool waar hij Stage 2 haalde maar niet de Final Stage. 

### Gewonnen
EPD Tour
- 2011: Al Maaden Classic, Auto Hall Open, Haus Bey Classic, EPD Tour Champion
- 2015: Red Sea Egyptian Classic (-10)